# Buk u měšťanského pivovaru v Plané
Buk u měšťanského pivovaru v Plané v okrese Tachov, je památný strom buk lesní červenolistý (Fagus sylvatica 'Purpurea' ),  resp. buk lesní nachový (Fagus sylvatica 'Atropunicea' ), který roste v těsné blízkosti bývalého měšťanského pivovaru. Strom tvoří svým mohutným vzrůstem a barevností významnou dominantu na území města.
Mohutný rovný kmen s obvodem 395 cm (měření 2009) se v dolní části plynule rozšiřuje do nevýrazného kužele kořenových náběhů. Bohatá koruna je utvářena dlouhými převislými větvemi a dosahuje do výšky 19 metrů (měření 2006).
Za památný byl buk vyhlášen v roce 2006 jako strom významný vzrůstem a stářím a jako krajinná dominanta.

## Stromy v okolí
- Alej ke Svaté Anně v Plané
- Týnecká lípa
- Chodovoplánský dub
- Boněnovská lípa
- Lomská borovice
- Jeřáb u Kosího potoka